# Dicranomyia (Neolimnobia) hypocrita
Dicranomyia (Neolimnobia) hypocrita is een tweevleugelige uit de familie steltmuggen (Limoniidae). De soort komt voor in het Neotropisch gebied.